# Агатс
Агатс — населённый пункт и муниципалитет в округе Асмат в провинции Папуа, Индонезия. Является административным центром округа. Население — 14 688 чел. (2016 г.).
Есть морская пристань.

## История
Хотя эти земли издревле населяли представители народа асмат, постоянный населённый пункт был основан здесь лишь в 1930-х годах голландскими миссионерами в колониальные времена. В 1942 году Агатс, как и вся Индонезия, был захвачен японцами.
В 1953-54 гг., уже в независимой Индонезии, здесь была создана постоянная католическая миссия, было покончено с каннибализмом. Достоянием широкой общественности стал местный промысел резьбы по дереву; образцы папуасского искусства стали привлекать сюда коллекционеров, туристов и учёных со всего мира. Одним из них был Майкл Рокфеллер, пропавший в этом районе без вести в 1961 году.
В 1969 году была учреждена католическая епархия Агатса. В 1973 году открылся Музей культуры и прогресса Агатса. С 1981 года проводится Культурный фестиваль Асмата.
После того как в 2002 году Асмат был выделен в самостоятельный округ, а Агатс стал его центром, здесь возникла потребность в управленческих кадрах, что привело к росту мигрантов, особенно бугисов и молукцев. В результате, если с 2005 по 2011 гг. население округа Асмат выросло на 3 %, то Агатса — на 22 %. С этого момента в Агатсе начали появляться асфальтированные дороги, среди местных жителей стал популярен мототранспорт.
В 2018 году, после того, как Асмат оказался охвачен массовым голодом, президент Индонезии Джоко Видодо предложил переселить жителей отдалённых деревень округа Асмат в Агатс, что, однако, натолкнулось на нежелание местных жителей покидать родные места и переезжать в город.

## Административное деление
Состоит из 12 сельских административных единиц (сельсоветов):
1. Асуветси[индон.]
2. Бис-Агатс[индон.]
3. Бисман[индон.]
4. Бритен[индон.]
5. Боу
6. Кайе
7. Мбаит
8. Пер[индон.]
9. Сав
10. Сувру
11. Увус
12. Йомотх

В Бис-Агатсе непосредственно базируются правительственные учреждения округа.

## Население
Из 14 688 жителей Агатса в 2016 году мужчин насчитывалось 7727, женщин — 6961 (111 к 100). По сравнению с 2015 годом, население выросло на 1,97 %. Самым многонаселённым муниципалитетом в составе Агатса является Бис-Агатс — 8998 человек, а самым малонаселённым — Увус (214 человек). Всего в 2016 г. насчитывалось 3142 доомохозяйства; плотность населения — чуть больше 20 чел./км².